# Gethsemane-Kirche (Bochum)

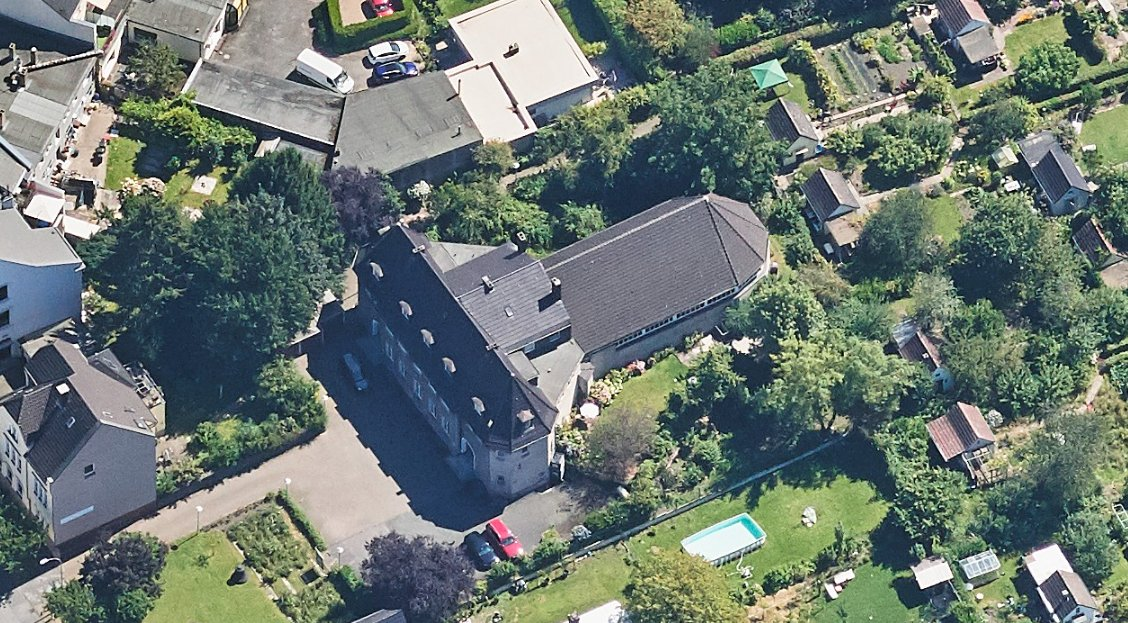
Luftbild der Gethsemane-Kirche, 2024

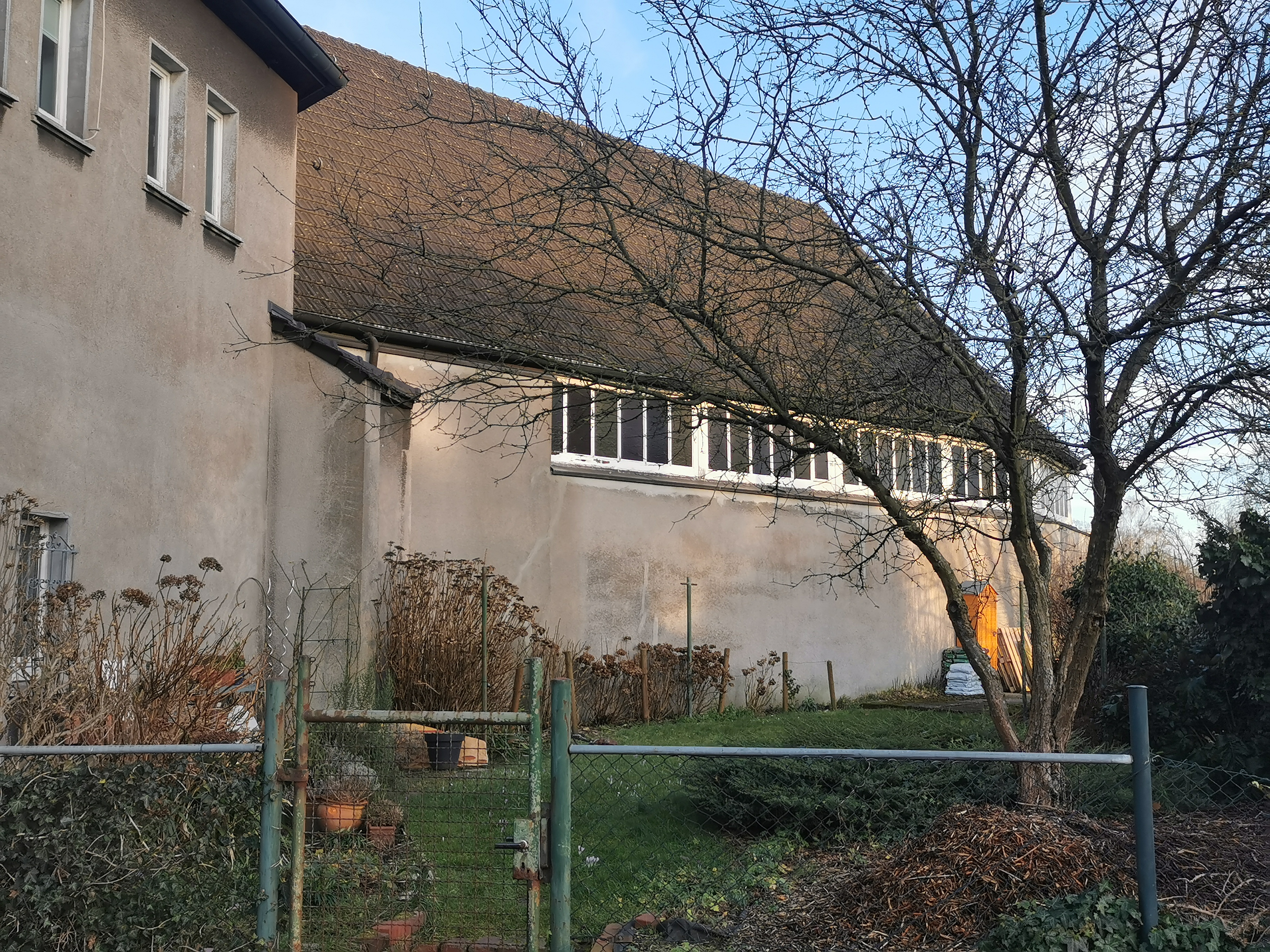
Seitenansicht der Gethsemane-Kirche

Die Gethsemane-Kirche in Bochum ist eine denkmalgeschützte Notkirche⁣⁣ der Evangelischen Kirchengemeinde an der Amtsstraße 4a im Bochumer Ortsteil Hamme.

## Geschichte
Die Kirche war der Ersatzbau der vormaligen evangelischen Kirche in Hamme. Diese stand auf dem Grundstück Von-der-Recke-Straße / Adolf-Stöcker-Straße (der jetzigen Anne-Frank-Straße) und wurde gegen Ende des Zweiten Weltkriegs zerstört. Die Ruine wurde 1961 gesprengt.
An der Amtsstraße war das ebenfalls kriegszerstörte Gemeindehaus, von dem nur das Vorderhaus wieder aufgebaut wurde. Auf dem Fundament des großen Gemeindesaals wurde im Rahmen des Notkirchenprogramms der Evangelischen Kirche mit Unterstützung des Weltkirchenrats in Genf die Notkirche errichtet, als sog. Typ-B-Kirche nach dem Typenentwurf von Otto Bartning. Für die Baukosten spendete die Evangelical and Reformed Church of USA 1948, welche mit etwa 70.000 Mark nur halb so groß waren wie bei einem üblichen Neubau. Die Kirche wurde ab September 1949 gebaut und am 30. April 1950 geweiht.
Das Gebäude wurde 1994 unter Denkmalschutz gestellt. Den Namen Gethsemane-Kirche erhielt sie erst im Jahr 2000. 

## Bau und Ausstattung
Die von der Straße aus nicht sichtbare Kirche ist wie die anderen Bartning-Notkirchen eine Konstruktion aus vorgefertigten Holzbindern mit einer polygonalen Apsis. Zwischen den Bindern ist das Mauerwerk aus den Steinen des zerstörten Gemeindehauses hochgezogen. Zwischen Mauerwerk und Dach ist ein umlaufendes Fensterband eingezogen, das aus Kostengründen aus leicht getöntem, im Altarraum mit Schwarzlot behandeltem Industrieglas gefertigt wurde. Wegen des wiederverwendeten Fundaments wurde die Kirche gegenüber den anderen Notkirchen um ein Segment verkürzt errichtet. Ein Glockenturm ist nicht vorhanden.
Von dem vorherigen Inventar konnte kaum etwas gerettet werden, außer einem Kerzenleuchter und einer Liedertafel. Ein erstes schlichtes Altarkreuz schaffte ein Zimmermann aus zwei alten Holzbalken. Die Kirche besitzt unter anderem ein Nagelkreuz aus Nägeln der kriegszerstörten Kathedrale von Coventry. Dieses wurde von der dortigen Gemeinde als Gegengeschenk gegeben, als Dank für die Stiftung von Werksteinen aus den Ruinen der alten Kirche.